# Ладинський Юрій Вікторович
Ю́рій Ві́кторович Лади́нський (1984—2023) — молодший лейтенант збройних сил України, учасник російсько-української війни.

## Життєпис
Народився 7 травня 1984 року в селі Івот Сумської області, пізніше родина переїхала до Шостки. Де й навчався у  загальноосвітній школі № 11, яку закінчив зі срібною медаллю, потім вступив до Національного університету харчових технологій. Працював у сфері торгівлі. 
У липні 2023 року призваний на військову службу, військові навчання почав у Чернігівській області, потім на базі національної академії Сухопутних військ. Закінчив курси підготовки офіцерського складу й отримав звання молодшого лейтенанта. 
Воював на Авдіївському напрямку, був командиром кулеметного взводу. 
Загинув 30 грудня 2023 року під час виконання бойового завдання.

## Нагороди
- Орден Богдана Хмельницького III ступеня[1].